# General John Regan (film 1933)
General John Regan è un film del 1933 prodotto da Herbert Wilcox e diretto da Henry Edwards. Il regista appare anche come interprete principale del film accanto a Chrissie White. La sceneggiatura di Lennox Robinson si basa sull'omonimo lavoro teatrale di George A. Birmingham.

## Produzione
Il film fu prodotto dalla Herbert Wilcox Productions per la British&Dominions Film Corporation.

## Distribuzione
Nel Regno Unito il film fu distribuito dalla United Artists.